# Бад-Бухау
Бад-Бухау (нім. Bad Buchau) — місто в Німеччині, знаходиться в землі Баден-Вюртемберг. Підпорядковується адміністративному округу Тюбінген. Входить до складу району Біберах.
Площа — 23,77 км2. Населення становить 4347 ос. (станом на 31 грудня 2020).

## Назва
- Бад-Бухау (нім. Bad Buchau) — сучасна німецька назва.
- Бухау (нім. Buchau) — німецька назва до 1963.

## Галерея

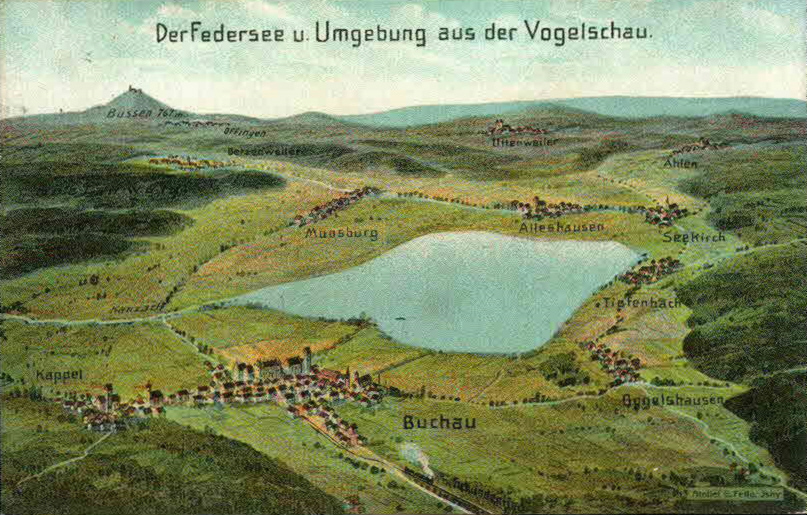
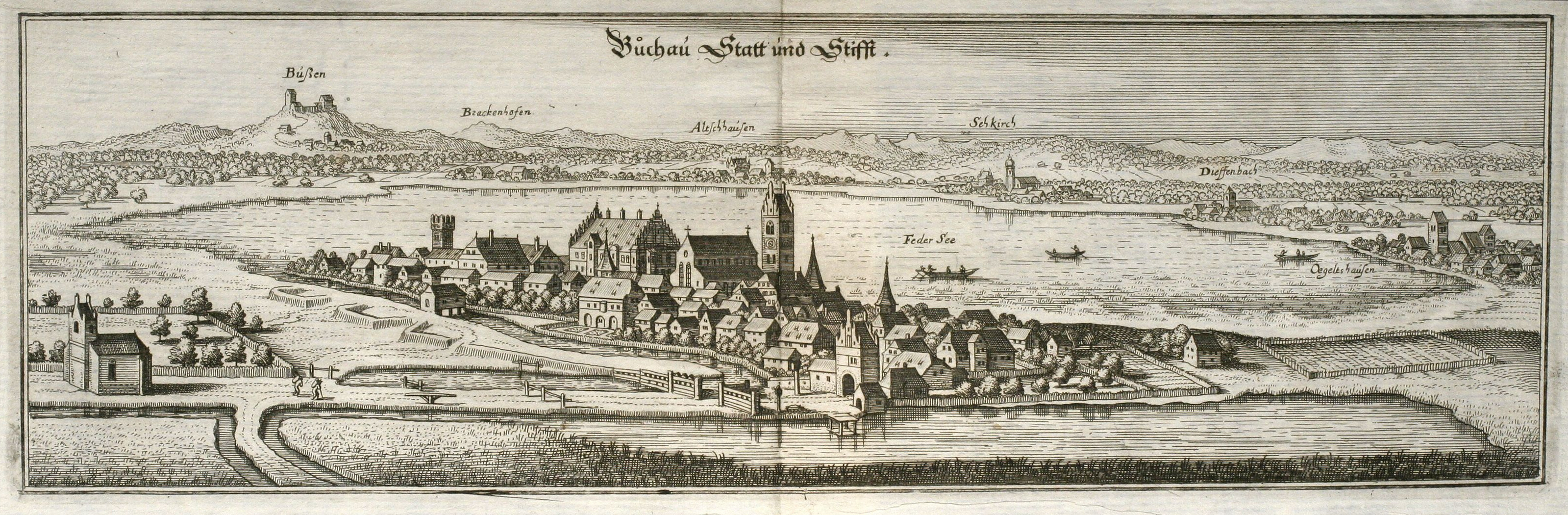
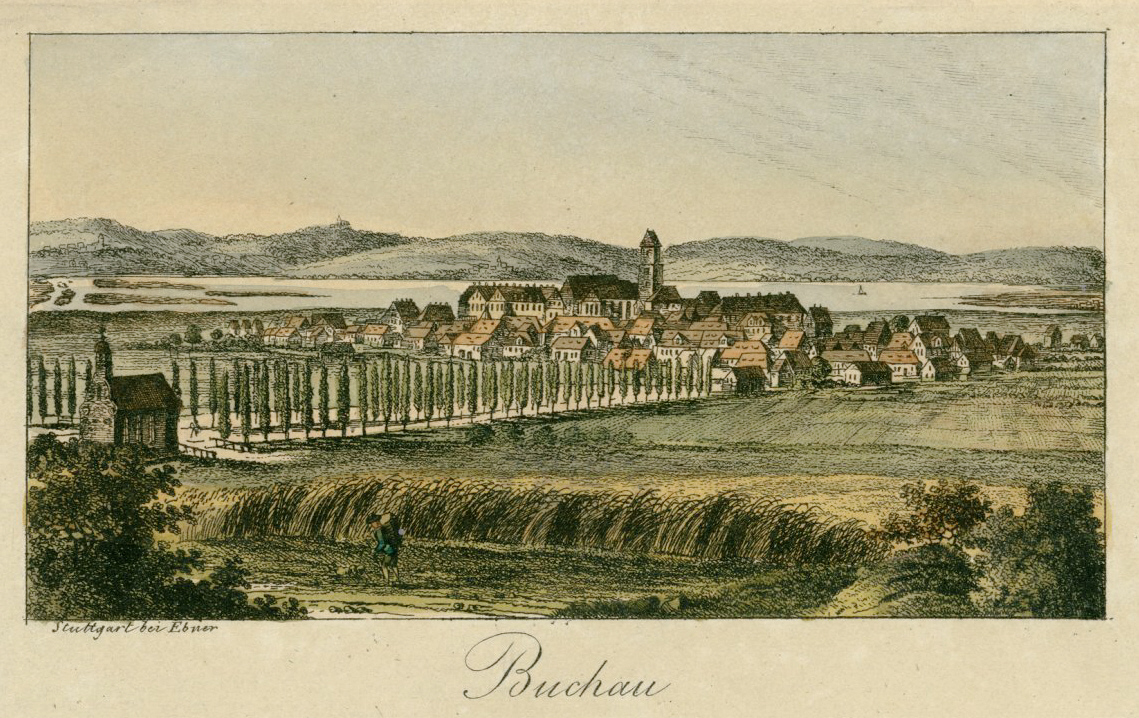
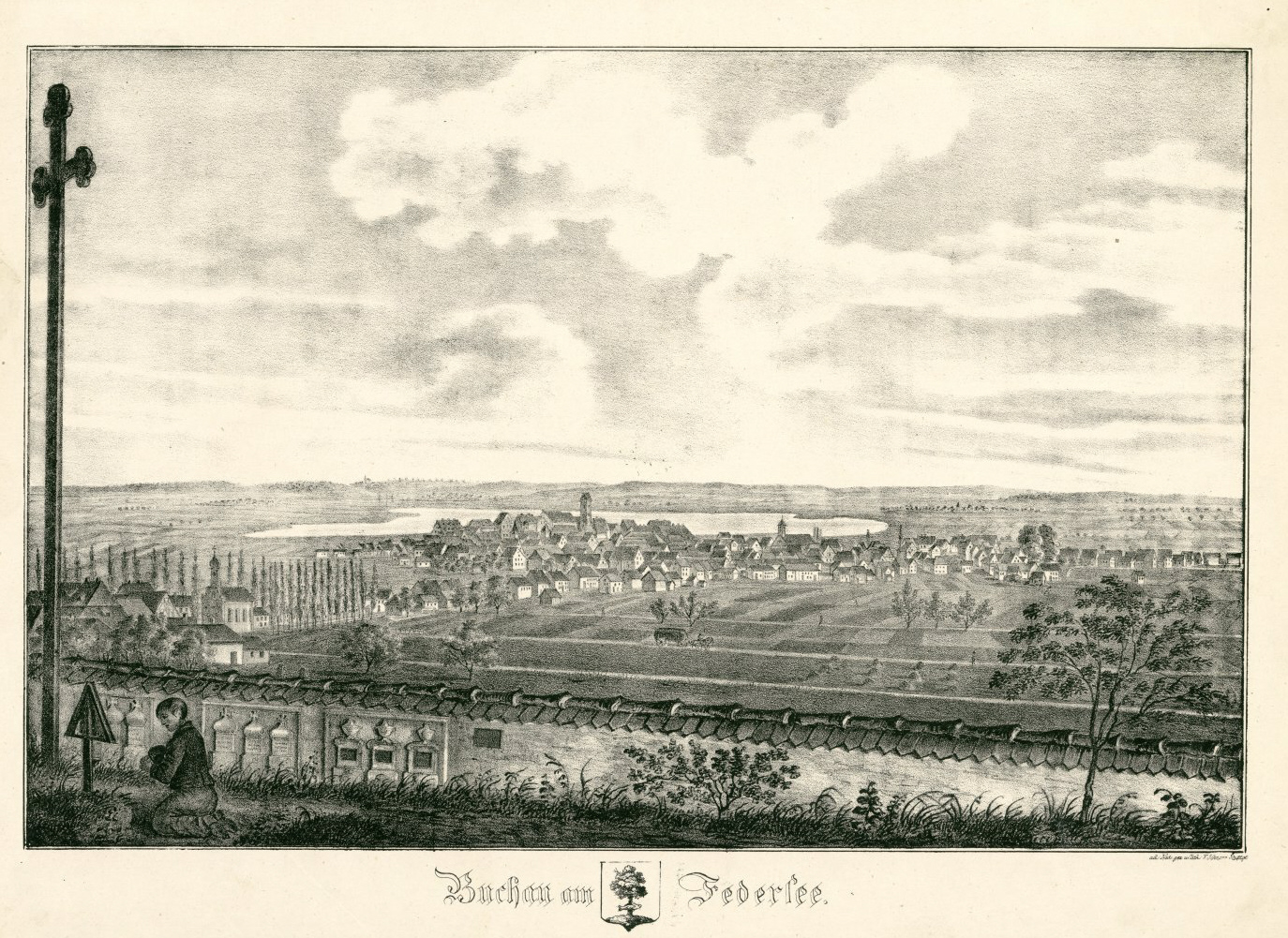
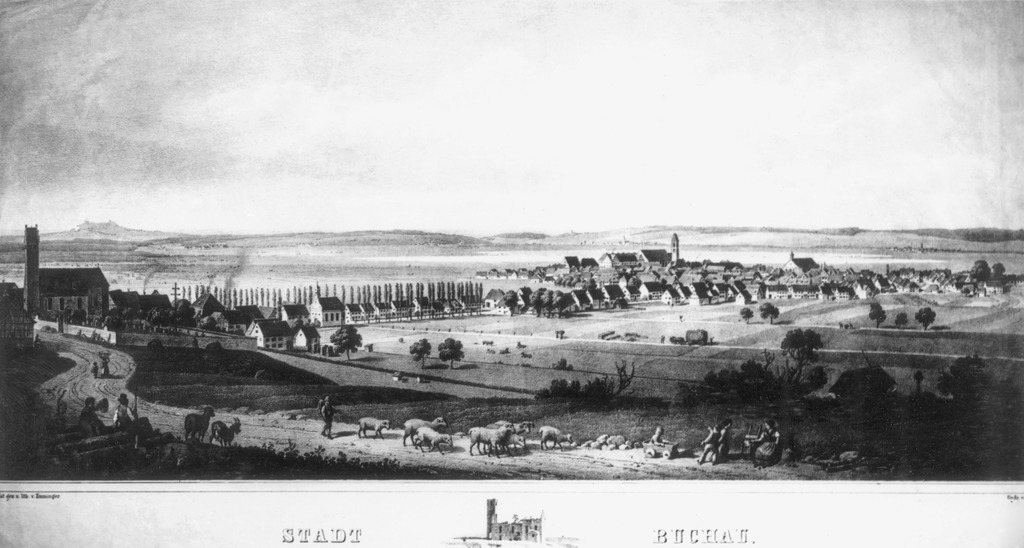
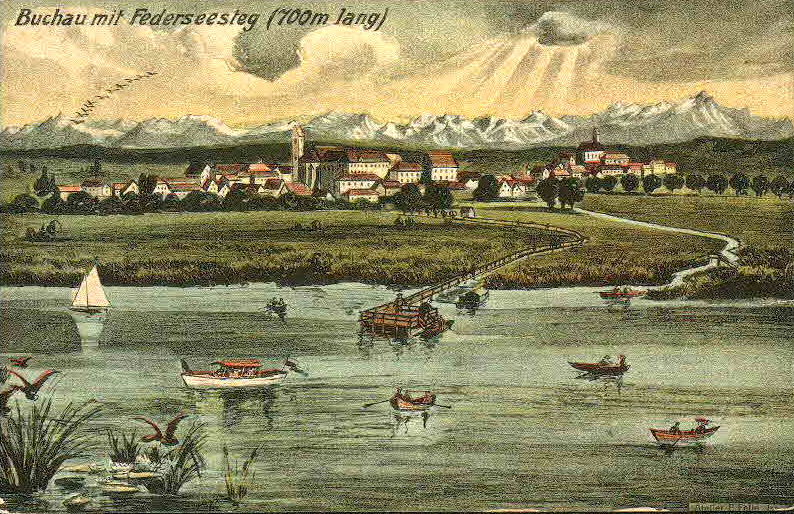